# A Child of the Ghetto
A Child of the Ghetto er en amerikansk stumfilm fra 1910 af D. W. Griffith.